# 張宗之
張 宗之（ちょう そうし、428年 - 496年）は、北魏の宦官。字は益宗。本貫は河南郡鞏県。

## 経歴
張孟舒の子として生まれた。緱氏県の宗文邕が伊闕で反乱を計画し、張孟舒らを脅して従わせた。宗文邕が敗れると、張孟舒は逃亡し、宗之は魏軍に捕らえられて都の平城に連行され、腐刑を受けた。忠実さを評価されて、抜擢されて侍御中散となり、鞏県侯の爵位を受けた。右将軍・中常侍となり、儀曹尚書と庫部尚書を歴任し、中秘書を兼ね、爵位を彭城公に進めた。次いで散騎常侍・寧西将軍・東雍州刺史として出向した。後に入朝して内都大官となり、さらに散騎常侍・鎮東将軍・冀州刺史に任じられた。492年（太和16年）、爵位を降格されて侯とされた。496年（太和20年）、死去した。享年は69。建節将軍・懐州刺史の位を追贈された。諡は敬といった。

## 伝記資料
- 『魏書』巻94 列伝第82
- 『北史』巻92 列伝第80